# Ситівка (річка)
Ситівка — річка в Україні, в Овруцькому районі Житомирської області. Права притока Грязиви, (басейн Прип'яті).

## Опис
Довжина річки приблизно 8,13 км, найкоротша відстань між витоком і гирлом — 6,06 км, коефіцієнт звивистості річки — 1,35. Формується багатьма безіменними струмками, загатами та частково каналізована.

## Розташування
Бере початок на південно-східній стороні від села Магдин. Тече переважно на північний схід болотистою місциною через урочище Молоток, колишнє село Ситівку і впадає в річку Грязиву, праву притоку Жолоні.

## Історія
У XIX столітті річка протікала через урочища Старе поле, Чорний мох, село Рудню Ситівку.